# Torrini (relojes)
Torrini es una empresa de joyería y relojería italiana, cuyos orígenes se remontan al siglo XIV. Fundada en 1369 en Florencia, a comienzos del siglo XXI seguía siendo propiedad y administrada por la familia de su fundador, Jacopus Turini.

## Productos
Torrini diseña, fabrica y comercializa artículos de joyería, en particular bisutería, relojes de pulsera y frascos de perfume. Tiene un proceso único en el mundo para trabajar artículos de oro, y vende sus creaciones en todo el mundo a través de una red internacional de importantes joyeros.

## Historia
Torrini es el propietario de su propia marca, registrada en 1369 en el Gremio de Herreros de la República Florentina por Jacopus Turini de Scharperia o Scarperia, entonces un puesto de avanzada de la República situado al norte de Florencia. Según una investigación apoyada por la revista Family Business Magazine de 2008, se desprende que la familia de orfebres Torrini se encuentra entre las diez empresas familiares más antiguas del mundo, y la más antigua de su sector. En el Archivo del Estado de Florencia quedan huellas de la grabación que el miembro de la casa orfebre realizó con un signum (la leyenda contiene medio trébol de cuatro hojas con una espuela).
Algunos ejemplos de estas obras, que datan de miembros de la familia de orfebres de Torrini, se encuentran en museos como los de Giovanni di Turino o Turini con la Virgen con el Niño en el Art Institute of Detroit y la Virgen con el Niño en el Museo Metropolitano de Arte de Washington o el parure del siglo XIX de Giocondo Torrini conservado en el Museo Británico de Londres (un ejemplo de opus sectile en piedras duras), mientras que otro ejemplo se exhibe en el Museo RISD en Providence, Estados Unidos de América.